# Гіларі Роуз
Гіларі Енн Роуз (англ. Hilary Ann Rose; нар. 1935) — британська вчена, соціолог, спеціалізується на соціології науки та соціальній політиці.

## Біографія
В 1939-45 рр. під час війни її сім'я була евакуйована з Південного Лондона. У 1940 році з Дюнкерка, вони поряд з багатьма іншими лондонській школі діти були відправлені в Веймуті. У 1946 році її віддали в елітну школу для дівчат.
Є запрошеним професором соціології в Лондонській школі економіки і емерит-професором соціальної політики в Університеті Бредфорда. В 1997 році була удостоєна звання почесного доктора факультету соціальних наук Уппсальського університету.
В 1999—2002 роках разом зі своїм чоловіком, британським нейробіологом Стівеном Роузом, читала трирічний цикл лекцій «генетика і суспільство» у Грешем-коледжі в Лондоні. Одним із результатів цієї співпраці стало видання «На жаль, бідний Дарвін: аргументи проти еволюційної психології» (Alas Poor Darwin: Arguments Against Evolutionary Psychology), виданої в 2000 році.